# Comportament teritorial

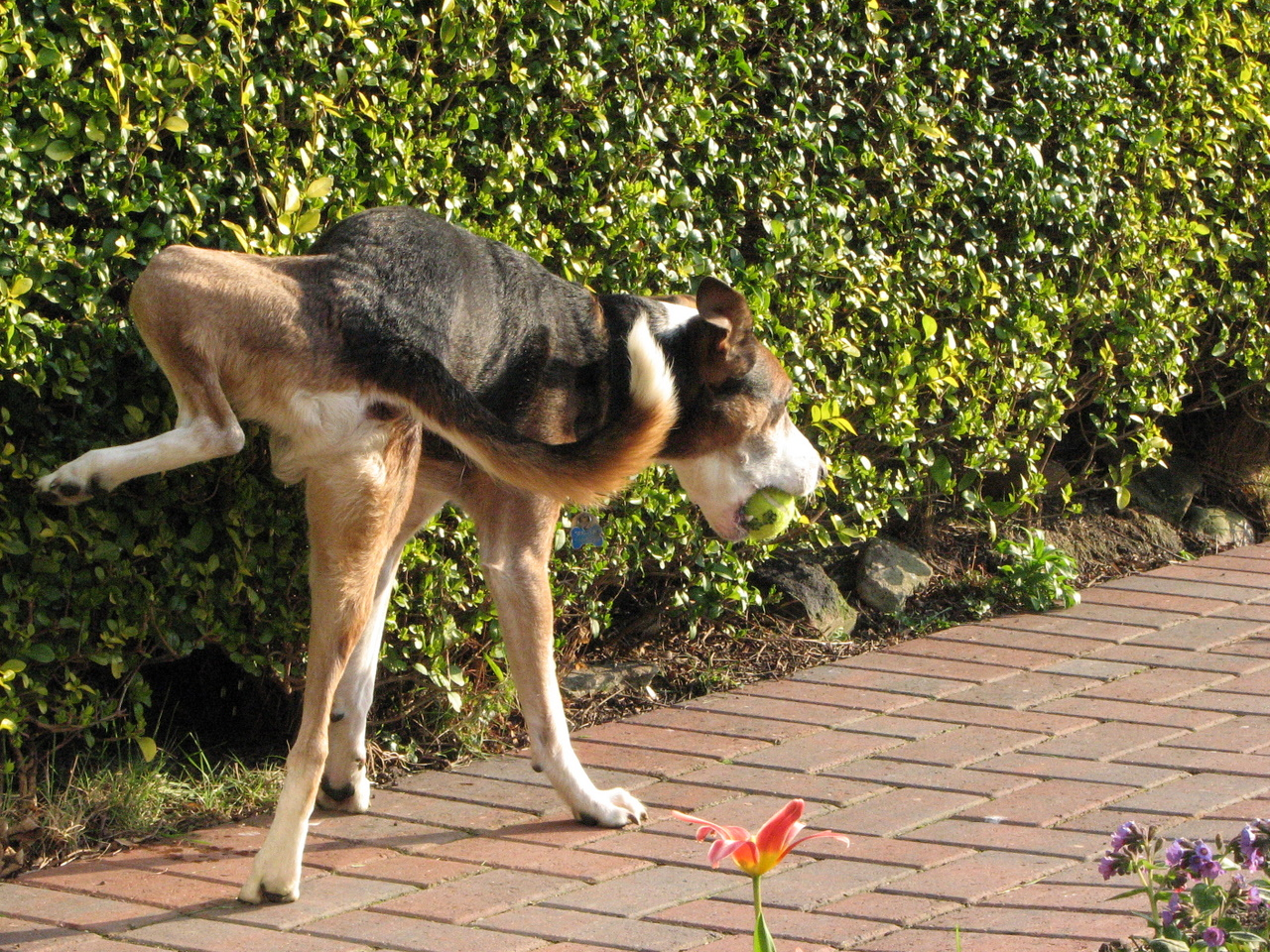
Un câine care îşi marchează teritoriul său.

În zoologie, ecologie și etologie comportamentul teritorial reprezintă metode specifice prin care un animal sau un grup de animale își protejează teritoriul de incursiunile altor membri din aceeași specie. Proprietarul sau proprietarii teritoriului manifestă o tendință de izolare și intoleranță față de alți membri din aceeași specie. Comportamentul teritorial e specific lumii animale. Animalele care își marchează și apără teritoriul sunt denumite animale teritoriale.
Limitele teritoriale pot fi marcate de proprietarul teritoriului printr-o o serie de semnale sau avertismente:
- optice: expunerea vizibilă a proprietarului teritoriului executând diferite mișcări sau adoptând anumite poziții,
- acustice: sunete emise de păsările cântătoare, broaște, unele primate etc.
- chimică-olfactive: mirosuri, ca exemplu emiterea de urină, fecalele, salivă sau unele secreții ale glandelor cutanate.

Dacă aceste avertismente nu-i descurajează pe intruși, aceștia sunt provocați la luptă sau alungați de către proprietarul teritoriului.
Câinii, uneori și pisicile își marchează teritoriul urinându-se pe stâlpi, trunchiurile arborilor, colțurile caselor, pietre, etc. Erbivorele sălbatice, ovinele și caprinele domestice posedă niște glande cutanate specializate în jurul ochilor a căror secreție este depusă pe vârful lăstarilor, tufișuri sau pe pășune. 
Teritoriile animalelor reprezintă niște segmente de spațiu ocupate fie de un individ, de o pereche sau de un grup de indivizi și care e marcat și aparat împotriva altor indivizi din aceeași specie. Dimensiunea teritoriului este variabilă în funcție de specie și este mai mare la carnivore comparativ cu erbivorele.
Teritoriile pot fi sezoniere sau temporare (de obicei pentru construirea cuibului și hrănirea puilor la multe specii de păsări) sau permanente, pentru vânătoare și pentru trai (la felinele mari). 
Teritoriul animalului unei specii cuprinde două diviziuni:
- Spațiul vital (domeniul vital) reprezinta teritoriul în care animalul sau grupul de animale se stabilește în vederea hrănirii, apărării și reproducerii. De regulă, acest spațiu este delimitat, stăpânit și apărat cu vehemență împotriva intruziunii altor indivizi din aceeași specie.
- Centrul teritoriului este locul unde animalul își are cuibul, culcușul, el este apărat cu maximă intensitate. Pe măsură ce ne apropiem de periferia teritoriului, scade proporțional intensitatea de apărare.

Diferitele tipuri de teritorii se clasifică în funcție de rolul pe care îl îndeplinesc:
- teritoriul de cuibărit la multe specii de păsări, mai ales marine, care își apără ariile de cuibărit și zonele adiacente acestora.
- teritoriul de împerechere la unele păsări și mamifere care își apăra teritoriile pe suprafața cărora are loc împerecherea,
- teritoriul de hrănire de pe suprafața căruia indivizii speciei își asigura sursa de hrană.

Comportamentul teritorial aduce foloase speciilor prin faptul că permite împerecherea și creșterea puilor, previne suprapopularea și diminuează lupta pentru hrană. Posesia unor teritorii servește și altor scopuri: animalele devin familiare cu o anumită arie, învață când și unde poate fi găsita hrana, unde se pot adăposti în față prădătorilor și unde pot fi întâlniți prădătorii. 
Instinctul de teritorialitate apare și se manifeste când resursele mediului sunt limitate și pot fi apărate. În unele cazuri spațiul pe care există hrana nu e ușor de apărat, mai ales când aceasta e în cantitate mică sau are o mobilitate mare; în acest caz nu se dezvoltă instinctul de teritorialitate privind hrănirea.